# 大泉滉
大泉 滉（おおいずみ あきら、1925年1月1日 - 1998年4月23日）は、日本の俳優・声優。身長165cm。血液型はO型。

## 来歴・人物
日露混血のアナキスト作家大泉黒石の息子として、東京府北豊島郡高田町雑司が谷（現・東京都豊島区雑司が谷）に生まれる。祖父はニコライ2世と共に訪日した農家出身の侍従アレクサンドル・ステパノヴィチ・ヤホーヴィチ。大泉自身はアレクサンドル・ステパノヴィチ・ポチャーノフスキーと自称。父の都合により、各地を転々として過ごす。1937年、小学校卒業と共に劇団東童に入り、大泉ポーの芸名で活躍。1940年、日活映画『風の又三郎』の一郎役で映画デビュー。
旧制城西学園中学校を中退し、1946年、文学座に入団。この当時は二枚目俳優として活躍したが、1951年に出演した映画『自由学校』がきっかけでコメディアンに転身。テレビドラマ『ボクのしあわせ』のプロデューサー役などで人気を集め、「トンデモハップン」などの流行語を生む。文学座退団後は、映画や当時放送開始されたばかりのテレビでコメディアンぶりを発揮。英国制作の人形劇『サンダーバード』では、科学者のブレインズの声を担当するなど、声優・吹き替えでも活躍。特撮『仮面の忍者 赤影』のペドロ役や、ウルトラシリーズでのコミカルな演技でも知られた。1970年前後には東映映画にコメディーリリーフでゲスト出演した。
1984年、大林宣彦監督が日本テレビ『火曜サスペンス劇場』のために円谷プロで撮った『麗猫伝説』はビリー・ワイルダーの『サンセット大通り』を下敷きにした幻想映画だが、元大監督、現在は隠棲する大女優の執事という、オリジナルではエリッヒ・フォン・シュトロハイムに相当する役を格調高く演じた。
テレビ朝日（1977年3月まではNETテレビ)『クイズタイムショック』に4回出場し、全ての回でイスを回すという記録を持つ。
プレイボーイとして知られ、結婚多数。中でも若い子が好きなロリコンであると時折ネタにされておりその事を没後「驚きももの木20世紀」で取り上げられたこともあった。その反面恐妻家でもあった。1989年から放送されたフジテレビのバラエティ『わてら陽気なオバタリアン』には、夫婦で出演。妻・道子に反抗できず、尻に敷かれるダメ亭主というイメージにぴったりとはまった役柄で夫婦で毎回ショートコントを演じた。
趣味で完全有機農法を研究し、東京都国立市の自宅の庭で、自身の排泄物を利用して家庭菜園を営み『ぼく野菜人』などの著書もあった。なお、自宅の家庭菜園は大泉が亡くなって以降も妻が管理している。また、もう一つの趣味は三味線であった。
また、役者仲間からは小児性愛者として知られ「二十歳はもう年増、二十五歳以上はババア、やっぱりいいのは十七歳までね」と吹聴していたという。
1995年に食道がんを患い入院し、摘出手術を受ける。その後回復し復帰するが、1998年2月に肺がんを発症し再入院。同年4月23日、立川相互病院で死去。73歳没。

## 出演作品

### 映画
- 風の又三郎 （1940年、日活）
- 破れ太鼓 （1949年、松竹）
- また逢う日まで（1950年、東宝）
- 海賊船　（1951年、東宝）
- 自由学校 （1951年、大映）
- めし （1951年、東宝）
- 西鶴一代女 （1952年、新東宝）
- 腰抜け巌流島 （1952年、大映）
- アチャコ青春手帳東京篇　（1952年） - 北村俊夫
- 里見八犬傳 血盟八剣士 （1954年、東映） - 馬加鞍弥吾
- 三日月童子　完結篇 万里の魔鏡（1954年、東映） - 細川春武
- ノンちゃん雲に乗る （1955年、新東宝）
- まらそん侍 （1956年、大映）
- 集金旅行 （1957年、松竹）
- 忘れ得ぬ人 （1958年）
- 坊っちゃん （1958年、松竹） - 古賀（うらなり）
- お早よう （1959年、松竹）- 丸山明
- カミナリお転婆娘（1961年、日活）- 井上金太郎
- 丹下左膳 (1963年、松竹京都)
- つむじ風 （1963年、松竹） - 医者
- ばりかん親分 （1963年、松竹）- 青島
- さすらいは俺の運命（1965年、日活）- 大泉明
- 拳銃野郎（1965年、日活)
- あの娘と僕 スイム・スイム・スイム（1965年、松竹）- 三輪健作
- 昨日のあいつ今日のおれ (1965年、松竹)
- 九ちゃんのでっかい夢 （1967年、松竹）
- さそり (1967年、松竹)
- 喜劇 競馬必勝法（1967年、東映） - 佐藤
- 進め!ジャガーズ 敵前上陸（1968年、松竹）
- ザ・タイガース 華やかなる招待　(1968年、東宝)
- 喜劇初詣列車（1968年、東映）- 前衛音楽団のバンドマスター
- みな殺しの霊歌 （1968年、松竹）
- ザ・テンプターズ 涙のあとに微笑みを（1969年、東宝）
- 妾二十一人 ど助平一代（1969年、東映）- 浦川市太郎
- ㊙女子大生 妊娠中絶（1969年、東映）- 男事務員
- 徳川いれずみ師 責め地獄 （1969年、東映）
- 不良番長 送り狼 (1969年、東映) - 車を買いに来た客
- 明治大正昭和 猟奇女犯罪史（1969年8月27日　東映）
- 江戸川乱歩全集 恐怖奇形人間 （1969年、東映） - 坊主B 役
- ハレンチ学園シリーズ （1970年、日活）
- 温泉こんにゃく芸者（1970年、東映）
- ずべ公番長 東京流れ者 （1970年、東映）-  職安職員(予告編のみの出演)
- やくざ刑事 恐怖の毒ガス （1971年、東映） - ホテルの支配人
- ずべ公番長 ざんげの値打もない（1971年、東映）
- 温泉みみず芸者 (1971年、東映)
- 女番長ブルース 牝蜂の逆襲 （1971年、東映）
- 女番長ブルース 牝蜂の挑戦 （1972年、東映）
- 徳川セックス禁止令 色情大名（1972年、東映）
- ポルノの帝王 失神トルコ風呂（1972年、東映）
- 女番長ゲリラ （1972年、東映）
- 恐怖女子高校 女暴力教室 （1972年、東映）
- エロ将軍と二十一人の愛妾 （1972年、東映）
- 女番長 （1973年、東映）
- 不良姐御伝 猪の鹿お蝶 （1973年、東映）
- やさぐれ姐御伝 総括リンチ （1973年、東映）
- 恐怖女子高校 不良悶絶グループ （1973年、東映）
- 恐怖女子高校 アニマル同級生 （1973年、東映）
- ルパン三世 念力珍作戦 （1974年、東宝）
- 従軍慰安婦 （1974年、東映）
- わが道（1974年、近代映画協会）
- 怪猫トルコ風呂（1975年、東映） - 重役風の客
- 少林寺拳法 （1975年、東映） - 阿倍野の警察官
- 東京ふんどし芸者 （1975年、東映）
- トラック野郎・御意見無用 （1975年、東映） - クレジットのみ
- 東京ディープスロート夫人（1975年、東映） - トルコ風呂支配人
- トラック野郎・爆走一番星 （1975年、東映）
- おしゃれ大作戦 （1976年、東宝）
- はだしのゲン （1976年、共同映画）
- 二つのハーモニカ （1976年、近代映画協会）
- 必殺女拳士 （1976年、東映）
- 竹山ひとり旅（1977年、独立映画センター）
- トラック野郎・度胸一番星 （1977年、東映）
- 春男の翔んだ空（1977年、現代ぷろだくしょん）
- ボクサー（1977年、東映）
- むれむれ夫人（1978年、東映）
- がんばれ!ベアーズ大旋風 -日本遠征-  （1978年、米国）
- 金田一耕助の冒険 （1979年、東映）
- 幸福号出帆 （1980年、東映セントラルフィルム）
- 夢みるように眠りたい （1986年）
- 野ゆき山ゆき海べゆき  (1986年、日本テレビ放送網)
- 二十世紀少年読本 （1989年）
- CAT'S EYE キャッツ・アイ （1997年） - 陰陽師
- 麗猫伝説 劇場版 （1998年、円谷プロ） - 水森健之介監督

### テレビドラマ
- 悪魔のようなすてきな奴 第1話（1964年、NET / 東映）
- アスファルトジャングル 第1話（1965年、NET / 東映）
- 悪の紋章 第1話（1965年、NET / 東映）
- ザ・ガードマン （TBS / 大映テレビ室）
  - 第35話「姿なき眼」（1965年）
  - 第165話「生きたまま火葬にしてネ」（1967年）
  - 第218話「サラリーマンは夜に勝負する」（1969年）
  - 第236話「喜劇・いらっしゃいませ集団万引様」（1969年）
  - 第248話「初詣強盗団」（1970年）
  - 第307話「教育ママの裏口入学作戦」（1971年）
- ウルトラシリーズ
  - ウルトラQ 第6話「育てよ! カメ」（1966年、TBS / 円谷プロ） - 先生
  - 帰ってきたウルトラマン 第30話「呪いの骨神 オクスター」（1971年、TBS / 円谷プロ） - 民俗学者・前田
  - ウルトラマンA （TBS / 円谷プロ）
    - 第30話「きみにも見えるウルトラの星」（1972年） - 警官
    - 第43話「冬の怪奇シリーズ 怪談 雪男の叫び!」（1973年） - 乞食仙人

  - ウルトラマンタロウ （TBS / 円谷プロ）
    - 第8話「人喰い沼の人魂」（1973年） - 田中巡査
    - 第46話「日本の童謡から 白い兎は悪い奴!」（1974年） - 横田
- 新吾十番勝負 第30話「旅は青空」（1967年、TBS / 松竹テレビ室）- 与吉
- 三匹の侍 第4シリーズ 第23話「死霊を斬る」（1967年、CX） - 桜川乙松
- 快獣ブースカ 第37話「ナイナイ寺はドッキリ!」（1967年、NTV / 円谷プロ） - ガンバル博士
- 仮面の忍者 赤影（第2部）（1967年、KTV / 東映） - ジュリアン・ペドロ / ベロベロ・ペドロ
- 忍者ハットリくん+忍者怪獣ジッポウ 第4話「ごきげんジッポウ君」（1967年、NET / 東映） - 飛田矢朗(とんだやろう)
- 特別機動捜査隊 （NET / 東映）
  - 第315話「栄光二重奏」（1967年） - 東京ジャガースのスカウト
  - 第421話「東京の流れの中で」（1969年） - 源吉
  - 第504話「乱れた女たち」（1971年） - 安藤
  - 第535話「犯人は三船刑事だ」（1972年） - 吉沢
  - 第759話「破れ三味線」（1976年） - 池渕※特別出演
- ローンウルフ 一匹狼 第35話「真夜中の顔」（1968年、NTV / 東映）
- 五人の野武士 第4話「隠し砦の決闘」（1968年、NTV / 三船プロ） - 山猫の甚太
- 昔三九郎 第10話「瓜二つ」（1968年、NTV / 三船プロ）
- コメットさん 第75話「わんぱく受験生」（1968年、TBS / 国際放映） - ルンペン
- フジ三太郎（1968年 - 1969年、TBS / 国際放映）
- 意地悪ばあさん 第77話「一日入学の巻」（1969年、YTV / C.A.L）
- 笑ってよいしょ 第1話「ブルーライト浅草」（1969年、NTV / 東映）
- 素浪人 花山大吉 第19話「お茶はお茶でも無茶だった」（1969年、NET / 東映）
- プレイガールシリーズ （12ch / 東映)
  - プレイガール
    - 第32話「女が悪魔に身を売るとき」（1969年）
    - 第39話「女一匹けんか仁義」（1969年）
    - 第53話「勢揃い温泉芸者」（1970年） - 泥棒
    - 第90話「おんな勝負の賭けどころ」（1970年） - 光本
    - 第96話「男殺し やわ肌仁義」（1971年） - 警官
    - 第101話「男殺し 二匹の牝犬」（1971年）
    - 第109話「砂に書かれた喧嘩状」（1971年）
    - 第114話「怪談・鬼千匹」（1971年） - 留吉
    - 第123話「水で書かれたラブレター」（1971年) - ボーイ
    - 第126話「暴力教師罷り通る」（1971年） - 易者
    - 第138話「魚は陸で、女は海で釣れ」（1971年） - 嘉助
    - 第139話「男の夢の狂い咲き」（1971年） - 木村
    - 第155話「スリラー 墓場から来た脅迫状」（1972年）※ノンクレジット
    - 第160話「狂気の来訪者」（1972年） - 小野寺
    - 第179話「恋は華麗な殺し屋」（1972年） - 小泉
    - 第180話「女は土壇場で勝負する」（1972年） - 小泉
    - 第181話「ヌードダンサー殺人事件」（1972年） - 小泉
    - 第186話「女の武器は燃える肌」（1972年） - 小泉
    - 第187話「男殺し 裸のガンファイター」（1972年） - 小泉
    - 第197話「死んでも離さぬ熱い肌」（1973年） - マスター
    - 第253話「女は裸で腕くらべ 」（1974年） - 川田支配人

  - プレイガールQ
    - 第13話「女が男に乱れるとき」（1974年） - ブティック店員
    - 第14話「女極道うらみ節」（1975年） - サンドイッチマン
    - 第20話「モデル売春殺人事件」（1975年） - ダンス教師
    - 第25話「連れ込みホテル殺人事件」（1975年） - 写真部長
    - 第41話「放送300回記念・東京エマニエル夫人」（1975年）- クラブ・エマニエルの客※ノンクレジット
    - 第62話「初笑い! 裸でびっくりお色気合戦」（1976年） - カメラマン
- 柔道一直線 第11話「直也泣き虫波車」（1969年、TBS / 東映） - 巡査
- 青空にとび出せ! 第20話「ピンキーとちびっ子紳士」（1969年、TBS / 国際放映）
- 独身のスキャット 第1話（1970年、TBS / 円谷プロ）
- 風来先生 （1970年、NHK総合） - 五島助五郎
- キイハンター （TBS / 東映）
  - 第145話「ギャング対Gメン自動車レース」（1971年）
  - 第154話「サギ師の皆さま　ふところにご用心！」（1971年）
  - 第159話「腰抜けギャング、がい骨争奪戦」（1971年）
  - 第166話「ヨーイ・ドン! 赤頭巾で殺人ごっこ」（1971年） - 酔っ払いの男
  - 第183話「九ちゃんのスパイ大作戦」（1971年）
  - 第187話「ビキニの殺し屋さん今晩おひま？」（1971年）
  - 第190話「キイハンター浮気団地で大暴れ!」（1971年） - 警官
  - 第194話「殺人コンピューター貸します」（1971年） ｰ 医師
  - 第209話「がい骨は赤と緑のパンツが大好き!」（1972年）
  - 第213話「ずっこけスパイ ハレンチ大学」（1972年）
  - 第218話「ブラジル農協ギャング捕物帖」（1972年） - 遺失物保管所職員
- 仮面ライダー （MBS / 東映）
  - 第16話「悪魔のレスラー ピラザウルス」・第17話「リングの死闘 倒せ! ピラザウルス」（1971年）- リングアナウンサー
  - 第72話「吸血モスキラス対二人ライダー」・第73話「ダブルライダー 倒せシオマネキング」（1972年）- ホテル支配人・北沢
- ターゲットメン （NET / 東映）
  - 第3話「消えた360億円」（1971年）
  - 第13話「脱獄凸凹作戦」（1972年）
- 清水次郎長 第26話「弱くて強い男」（1971年、CX / 東映、タケワキプロ）　- 酒屋
- 弥次喜多隠密道中 第5話「富士川騒動」（1971年、NTV / 歌舞伎座テレビ室）
- さぼてんとマシュマロ 第24話 （1972年、NTV / ユニオン映画）
- 一心太助 第25話「よき哉江戸の春」（1972年、CX / 国際放映） - 若旦那
- さすらいの狼 （1972年、NET / 東映）
  - 第1話「死ねない竜の胸の傷」
  - 第11話「真昼の逆襲」
- ミラーマン 第21話「恐怖の液体怪獣タイガン」（1972年、CX / 円谷プロ） - 事務係員
- なんたって18歳! 第42話「あこがれのサロンバス」（1972年、TBS / 国際放映）
- 怪談 第5話「怨霊まだら猫」（1972年、MBS）- 小間物商
- パパと呼ばないで 第14話「パパ出世してね」（1973年、NTV / ユニオン映画） - 警官
- 地獄の辰捕物控 第25話「恋女房の幽霊を見た」（1973年、NET / 東映） - 伍市
- 素浪人 天下太平 第13話「父ちゃんの土産は千両箱」（1973年、NET / 東映） - 熊吉
- 流星人間ゾーン 第20話「激闘! ファイターの歌が聞える」（1973年、NTV / 東宝） - 模型店の主人
- どっこい大作 （1973年 - 1974年、NET）
  - 第26話「ゴメンよ!!母ちゃん!!」 - 東都貿易の庶務課長
  - 第29話「ヘンな奴らが集まった!!」他 - 一宮男爵
- アイフル大作戦 第2話「男性飼育必敗法」（1973年、TBS / 東映）
- 恐怖劇場アンバランス 第13話「蜘蛛の女」（1973年、CX / 円谷プロ） - 門馬明
- 太陽にほえろ! 第38話「オシンコ刑事誕生」（1973年、NTV / 東宝） - アパート住人
- 非情のライセンス（NET / 東映）
  - 第1シリーズ 第33話「兇悪の肌」（1973年） - 浅川
  - 第1シリーズ 第46話「兇悪のヘッドライト」（1974年） - 自動車修理工場の親爺
- 雑居時代 第17話「母性本能刺激作戦」（1974年、NTV / ユニオン映画） - 管理人
- 電撃!! ストラダ5 第8話「札束に手を出すな!」（1974年、NET / 日活） - 名細工師
- バーディー大作戦 （TBS / 東映）
  - 第3話「ギャング対Gメン 盗聴作戦」（1974年）
  - 第29話「浮気の計算書」（1974年）- 印刷屋の男
- ぶらり信兵衛 道場破り 第37話「通しゃんせ」（1974年、CX / 東映）
- 八州犯科帳 第9話「女坂から来た女」（1974年、CX / C.A.L）
- 白い牙 第26話「復讐のフィナーレ」（1974年、NTV / 大映テレビ） - 故買屋・ネズ公
- 夜明けの刑事 第1話「女の悲鳴」（1974年、TBS / 大映テレビ）
- 純愛山河 愛と誠（1975年　12ch / 東京ムービー） - 花園実業高校・担任教師 ※第14話から
- がんばれ!!ロボコン （NET / 東映） - 獣医
  - 第18話「ウララッタ!ロボコンが死んじゃうよ」（1975年）
  - 第25話「ペコペコリン!節約タイプは高くつく」（1975年）
  - 第42話「ヒチャカメチャ!おチュウ騒動記」（1975年）
  - 第107話「ブラジルダイ!!帰って来たガキワル兄弟」（1976年）
- 新宿警察 第7話「帰らざる街」（1975年、CX / 東映） - ラーメン店主
- 敬礼!さわやかさん 第10話「歳末家出おばあちゃん」（1975年、NET / 渡辺企画）
- アクマイザー3 第22話「なぜだ?! 魔法力がきかない」（1976年、NET / 東映） - 三津田道三 / ミツメドーサ
- ベルサイユのトラック姐ちゃん（NET / 東映）
  - 第1話「ベルトラ姐ちゃん1番手柄」（1976年）
  - 第9話「花の素肌が燃えるとき」（1976年）
- Gメン'75（TBS / 東映）
  - 第83話「師走-スリも走る刑事も走る」（1976年） - 大衆旅館・新宿荘の主人
  - 第161話「嘘つき警官」（1978年） - 置き引き被害者
- プロレスの星 アステカイザー（1976年 - 1977年、NET / 円谷プロ） - 坂田記者
- 5年3組魔法組 第9話  「おっかない！カンザブロー先生」 （1977年、NET / 東映） - 校長先生
- 小さなスーパーマン ガンバロン 第1話「出たぞ! オソロシゴリラ」（1977年、NTV / 創英舎） - 警官
- 快傑ズバット 第30話「悲しき生と死の間に」（1977年、12ch / 東映） - キングボー
- スーパー戦隊シリーズ
  - ジャッカー電撃隊 第31話「赤い衝撃! スパイは小学四年生」（1977年、NET / 東映） - 酔漢
  - バトルフィーバーJ 第17話「怪物（モンスター）マシンを奪え」（1979年、ANB / 東映） - 鳥島太一博士・鳥島大助（二役）
- 気まぐれ本格派 第17話「女王陛下の船は出た!!」（1978年、NTV / ユニオン映画） - 骨董品屋
- 西遊記 第23話「女人国 八戒が妊娠!?」（1978年、NTV） - 秀英
- 鉄道公安官 第12話「もりおか4号・消えた花嫁」（1979年、ANB / 東映）
- ザ・スーパーガール 第31話「異常夫婦の危険なレイプ」 （1979年、12ch / 東映)
- 花よめは16歳 （ANB / 東映） - 神父
  - 第1話「あたし結婚しまあ〜す」（1979年）
  - 第26話「この空の下愛一杯花一杯」（1980年）
  - 第32話「二人の愛は永遠に!!」（1980年）
- ミラクルガール 第7話「美人探偵潜入作戦」（1980年、12ch / 東映） - 刑事
- 裸の大将放浪記 第3話「人の心は顔ではわからないので」（1980年、KTV / 東阪企画） - 鴉の男
- 銀河テレビ小説（NHK総合）
  - 煙が目にしみる（1981年） - 花丸
  - たけしくん、ハイ!（1985年） - 自転車泥棒
- 麗猫伝説 （1983年、NTV / 円谷プロ） - 水森健之介監督
- 心はロンリー気持ちは「…」III （1986年、CX）
- ハンサムマン （1996年、ANB） - 熊野三吉

### テレビアニメ
- ダメおやじ （1974年） - 雨野ダメ助[1]
- 小さなバイキングビッケ （1974年） - トーレ
- ルパン三世 (TV第2シリーズ) （1979年） - 平元麿
- おじゃまんが山田くん （1980年） - オカダ教授、オカダ夫人、オカダツトム 他

### OVA
- あさってDANCE （1990年） - 寺山大吉[1]
- ダメおやじ (1989年) - 雨野ダメ助、ナレーション、旅館の主人、魚屋、居酒屋、ラーメン屋、客、男、花畑の管理人
- フリテンくん （1990年） - 社長
- やる気まんまん2昇天!ソープ嬢（1990年）- 山城
- おカマ白書 （1991年） - ママリン[1]

### 劇場アニメ
- ガリバーの宇宙旅行 （1965年、東映動画） - 紫の国の王様

### ドラマCD
- サンダーバード秘密基地セット - ブレインズ

### 吹き替え

#### 海外映画
- ドラゴン特攻隊（1985年、日本テレビ） - B子[7]

#### 海外ドラマ
- 刑事コロンボ 策謀の結末（1979年、NHK総合） - チャック・ジェンセン（L・Q・ジョーンズ）

#### 海外アニメ
- イエロー・サブマリン（1969年、UA） - ジェレミー
- 宇宙忍者ゴームズ（1969年、NET） - レッドワル
- スカイキッドブラック魔王（1970年、NET） - ビックリ[1]
- まんが宇宙大作戦（1977年、東京12チャンネル） - アレックス[1]

#### 人形劇
- サンダーバード（1966年、NHK総合） - ブレインズ[1]
  - サンダーバード 劇場版 ※劇場公開版[1]
  - サンダーバード6号 ※劇場公開版[1]

### バラエティ
- わてら陽気なオバタリアン（フジテレビ）
- 元祖どっきりカメラ（日本テレビ）
- クイズタイムショック（テレビ朝日） ※芸能人特集で全て3問以下、イスを回す不名誉な記録を作ってしまった
- 夢で逢えたら ※いまどき下町物語のコントに出演
- 新装開店!SHOW by ショーバイ!!（日本テレビ）

### CM
- 森永製菓 - アイスキャンデー まいったね 森永アイスバー 1・2・5 (1983年)
- 奥田製薬 - 奥田胃腸薬 ※妻・大泉道子と夫婦で出演
- 三菱電機 - 三菱冷蔵庫
- ファーストキッチン - ベーコンエッグバーガー
- コダック - スナップキッズ ピカキレ
- えひめ飲料 - ポンジュース　※息子・大谷輝彦と親子共演
- モーターボート連合会 - 1982年頃。舟券を買ってレース観戦するファンの心理をセリフなしで表現した。

## 音楽
- ダメおやじの唄（1974年発売（キングレコード TV(H)17）。自身が出演したアニメ『ダメおやじ』オープニング主題歌。雷門ケン坊、サカモト児童合唱団と共に歌った）
- UFO音頭（1978年発売（ビクター MV-2004）。ジャケットは宇宙飛行士に扮した大泉滉の写真。寝転がって撮影したためか「宇宙なのに影がある」と言及されることがある[8]。コーラスはザ・ブレッスン・フォー。B面は「とびいり音頭」）

橋幸夫と三沢あけみのシングル「宇宙博音頭」（ビクター MV-2019）のB面曲にも「UFO音頭」が収録されている。

## 著作
- ポコチン男爵 　おんな探検紀 （1975、青年書館）
- ぼく野菜人―自分で種まき、育て、食べようよ! （1983年7月、カッパ・ブックス）